# Namibische Wahlkommission
Die Namibische Wahlkommission (englisch Electoral Commission of Namibia; ECN) ist eine Behörde Namibias. Sie organisiert und überwacht als Wahlkommission in fairer und unabhängiger Weise alle Wahlen in dem Land und registriert Bürgerinitiativen und politische Parteien.
Die ECN wurde 1992 auf Grundlage des Electoral Act gegründet.
Die Wahlkommission setzt sich aus einem Vorsitzenden und vier Kommissaren zusammen. Diese werden vom Obersten Richter (englisch Chief Justice), einem Rechtsvertreter der Law Society und dem Ombudsmann nominiert und vom Staatspräsidenten für jeweils fünf Jahre berufen.
Seit August 2021 ist Elsie Nghikembwa Vorsitzende der ECN. Bis dahin hatte seit 2011 Notemba Tjipueja das Amt inne. Wahlleiter (Chief Electoral and Referenda Officer) ist Peter Shaama.

## Wahlleiter
- ab 1989: Abraham Gerhardus Visser[3]
- 1992 bis 1998: Gerhard Tötemeyer
- September 2013 bis September 2018: Paul Isaak[4]
- September 2018 bis Juni 2023: Theo Mujoro
- seit Juni 2023: Peter Shaama[5]